# Černogorsk
Černogorsk (rusky Черногорск, chakasky Харатас - Charatas) je město v Chakasii v Ruské federaci. Při sčítání lidu v roce 2010 měl přes dvaasedmdesát tisíc obyvatel.

## Poloha a doprava
Černogorsk leží severně od Západního Sajanu několik kilometrů od levého břehu Jeniseje. Od Abakanu, hlavního města republiky, je vzdálen přibližně patnáct kilometrů severozápadně, na severním okraji abakanské stepi.
Do města vede trať pro nákladní dopravu z patnáct kilometrů vzdálené stanice Tašeba ležící na trati z Novokuzněcku přes Abakan do Tajšetu. Přímo přes město vede dálnice R257 z Krasnojarsku do Kyzylu a dále k mongolsko-ruské státní hranici.

## Dějiny
Černogorsk vznikl v roce 1936 sloučením několika hornických sídel, které vznikaly od roku 1904 u uhelných šachet v minusinském uhelném revíru. „Černá“ ve jméně odkazuje právě k zdejší uhelné těžbě. Současně se vznikem získal Černogorsk i status města.
V roce 1942 byl otevřen v Černogorsku tábor nucených prací, v roce 1953 ve městě bylo již jedenáct pracovních táborů různých režimů a počet vězňů v nich dosáhl 12 000 lidí. Vězeňská práce byla využívána především v dolech. Pracovní směny trvaly 12 hodin, pracovat se muselo po kolena ve vodě, úroveň mechanizace byla velmi nízká. V roce 1955 byly pracovní tábory ve městě zrušeny.
V 80. letech 20. století bylo město jedním z průmyslových center Krasnojarského kraje. Mezi hlavní podniky města patřilo několik dolů, pily, dřevozpracující závod a závod na zpracování železobetonových výrobků. Ekonomika města byla také tvořena podniky lehkého a textilního průmyslu (továrna na umělou kůži, továrna na zpracování vlny apod.).
Po rozpadu SSSR většina největších podniků ve městě byla uzavřena.

### Rodáci
- Jurij Leonidovič Kobrin (* 1943), spisovatel
- Andrejs Žagars (1958–2019), lotyšský herec
- Nikolaj Valerjevič Bolšakov (* 1977), běžkař